# The Magic Flute – Das Vermächtnis der Zauberflöte
The Magic Flute – Das Vermächtnis der Zauberflöte ist ein deutscher Spielfilm von Florian Sigl aus dem Jahr 2022. Der Fantasy- und Abenteuerfilm basiert auf der Oper Die Zauberflöte von Wolfgang Amadeus Mozart und Emanuel Schikaneder. Premiere war am 30. September 2022 am Zurich Film Festival, auf den Tag genau 231 Jahre nach der Uraufführung von Mozarts Zauberflöte. Deutschlandpremiere war am 7. November 2022 am Staatstheater am Gärtnerplatz in München. In Deutschland und Österreich kam der Film am 17. November 2022 in die Kinos.

## Handlung
Der 17-jährige Engländer Tim Walker ist ein Gesangsschüler an einem internationalen Mozart-Internat in den österreichischen Alpen.
Eines Nachts entdeckt er ein altes geheimes Portal, das ihn in die Welt von Mozarts Zauberflöte führt. Dort begegnet er als Prinz Tamino dem Vogelfänger Papageno, mit dem er jede Nacht gefährliche Abenteuer bestehen muss, um Prinzessin Pamina zu befreien, die von Fürst Sarastro gefangen gehalten wird.
Tagsüber geht er weiter zur Schule und versucht unter anderem, die Rolle des Tamino in der jährlichen Schulaufführung der Zauberflöte zu erhalten. Außerdem lernt er Sophie kennen, die ihm den Kopf verdreht.

## Besetzung und Synchronisation
Die deutschsprachige Synchronisation übernahm die Neue Tonfilm München. Dialogregie führte Matthias von Stegmann, das Dialogbuch schrieben Matthias von Stegman und Eberhard Weckerle (Liedtexte).
| Rolle                               | Darsteller                   | Synchronsprecher             |
| ----------------------------------- | ---------------------------- | ---------------------------- |
| Dr. Longbow                         | F. Murray Abraham            | Hans Bayer                   |
| Papageno (Sprache)                  | Iwan Rheon                   | Konrad Bösherz               |
| Papageno (Gesang)                   | Iwan Rheon                   | Peter Lewys Preston          |
| alte Frau                           | Robin Gooch                  | Susanne von Medvey           |
| Anton Milanesi                      | Amir Wilson                  | Manuel Scheuernstuhl         |
| Azure (Sprache & Gesang)            | Jeanne Goursaud              | Jeanne Goursaud              |
| Enrico Milanesi                     | Rolando Villazón             | Rolando Villazón             |
| Hazel (Sprache & Gesang)            | Larissa Sirah Herden         | Larissa Sirah Herden         |
| Königin der Nacht (Gesang)          | Sabine Devieilhe             | Sabine Devieilhe             |
| Königin der Nacht (Sprache)         | Sabine Devieilhe             | Natascha Geisler             |
| Monostatos (Sprache & Gesang)       | Stefan Konarske              | Stefan Konarske              |
| Mr. Baumgartner                     | Tedros Teclebrhan            | Tedros Teclebrhan            |
| Mr. Suessmayr                       | Waldemar Kobus               | Waldemar Kobus               |
| Olivia                              | Cosima Henman                | Cosima Henman                |
| Paolo                               | Ellie Courtiour              | Jakob Brendel                |
| Papagena (Sprache & Gesang)         | Stéfi Celma                  | Patricia Osei Kofi           |
| Priester #1                         | Wilson Gonzalez Ochsenknecht | Wilson Gonzalez Ochsenknecht |
| Priester #2                         | Steffen Mennekes             | Steffen Mennekes             |
| Priester #3                         | Ryan Hadaller                | Kai Taschner                 |
| Prinzessin Pamina (Gesang)          | Asha Banks                   | Michaela Honauer             |
| Prinzessin Pamina (Sprache)         | Asha Banks                   | Paulina Rümmelein            |
| Sarastro (Gesang)                   | Morris Robinson              | Morris Robinson              |
| Sarastro (Sprache)                  | Morris Robinson              | William Cohn                 |
| Scarlet (Sprache & Gesang)          | Jasmin Shakeri               | Jasmin Shakeri               |
| Sophiie (Gesang)                    | Niamh McCormack              | Niamh McCormack              |
| Sophiie (Sprache)                   | Niamh McCormack              | Lena Schmidtke               |
| Tim Walker / Prinz Tamino (Sprache) | Jack Wolfe                   | Marco Eßer                   |
| Tim Walkers Vater                   | Greg Wise                    | Oliver Siebeck               |

## Produktion und Hintergrund

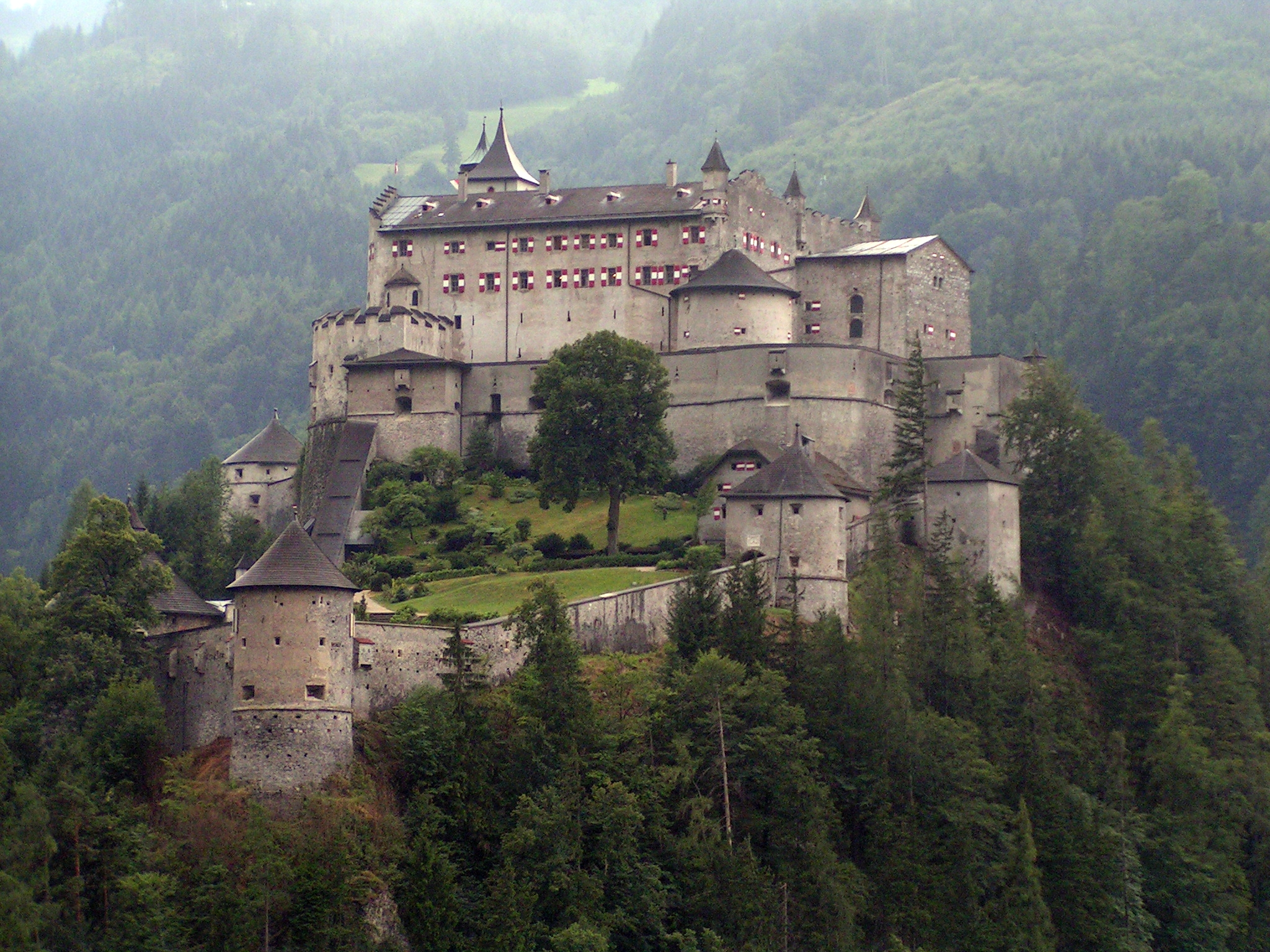
Einer der Drehorte: Burg Hohenwerfen

Die Dreharbeiten fanden vom 7. Februar bis zum 15. April 2021 statt, gedreht wurde in Bayern, im Land Salzburg, in London und auf den Kanarischen Inseln. Drehorte waren unter anderem die Burg Hohenwerfen in Werfen, der Salzburger Hauptbahnhof, der Bahnhof Bad Gastein, die Salzburger Altstadt, die Stiftung Mozarteum und das Schloss Leopoldskron. Ursprünglich sollten Teile des Filmes in Marokko entstehen, aufgrund der COVID-19-Pandemie wurden die Szenen in den Bavaria Studios in München gedreht.
Produziert wurde der Film von der deutschen Flute Film (Produzent Christopher Zwickler), Fabian Wolfart sowie Centropolis Entertainment (Produzent Roland Emmerich) in Kooperation mit Tobis Film (Timm Oberwelland, Theodor Gringel, Peter Eiff, Tobias Alexander Seiffert) und Quinta Media (Stefan Konarske). Den Vertrieb übernahm die Tobis Film. Unterstützt wurde der Film von der Medien- und Filmgesellschaft Baden-Württemberg, dem FilmFernsehFonds Bayern, dem Deutschen Filmförderfonds, der Hessischen Filmförderung, Filmstandort Austria (FISA) und der Filmförderung des Landes Salzburg.
Die Kamera führte Peter Matjasko, die Montage verantwortete Alexander Dittner und das Casting Rebekka Abatiello und Sophie Holland. Das Kostümbild gestaltete Esther Amuser, das Szenenbild Christoph Kanter, den Ton Eckhard Kuchenbecker und das Maskenbild Georg Korpás. Für die visuellen Effekte zeichnete Pixomondo verantwortlich.

## Publikationen
- Hendrik Lambertus: The Magic Flute: Das Vermächtnis der Zauberflöte, Ueberreuter Verlag, Berlin 2022, ISBN 978-3-7641-5226-0.
- Hörbuch zum Film, Gesamtspieldauer 7 Stunden, Leonine Audio, 2022[15]
- Hörspiel, Gesamtlänge 1:53, Leonine Audio, 2022[15]

## Rezeption
Sandro Götz bezeichnete es auf outnow.ch als wunderbare Idee, die klassische Musik auf diese Weise den jüngeren Generationen weiterzugeben. Die Schauspielerinnen und Schauspieler überzeugen und wer die Geschichte der «Zauberflöte» noch nicht kennt, kann sich von der tollen Stimmung und den fast schon perfekten Animationen verzaubern lassen.
Peer Göbel schrieb auf kino.de, die Handlung ist ähnlich wie in der Oper in der zweiten Hälfte eher wirr und wenig spannungsvoll. Die Figuren bleiben eindimensional. Trotzdem sind Teile dabei, die Coming-of-Age-Themen nicht doof verhandeln. So sei gut denkbar, dass junge Menschen sich den Film ansehen und inspiriert hinausgehen. Das Ergebnis sei ein ganz hübscher, streckenweise bezaubernder Film.
Michael Atzinger meinte auf BR-Klassik, Opernfans dürfen nicht allzu viel erwarten, denn die unterschiedlichen Stimmqualitäten machen aus diesem visuell überbordenden Spektakel kein überzeugendes musikalisches Ganzes. Für alle anderen bietet der Film spannende Kinounterhaltung und zwei Stunden puren Fantasy-Spaß, gepaart mit einer Coming-of-Age-Geschichte, die Hauptdarsteller Jack Wolfe souverän trägt.

## Auszeichnungen
Ausgezeichnet mit dem Prädikat „wertvoll“ durch die Deutsche Film- und Medienbewertung (FBW). In ihrer Begründung hat die Jury das „Crossover aus Klassik und Moderne, aus Film und Oper angesprochen. Das Konzept, mit dem Film auch ein jüngeres Publikum an die Welt der Oper zu führen, wird, so ihre Vermutung, aufgehen. Herkömmliche Theater- und Opernaufführungen gehören bekanntermaßen kaum noch zum kulturellen Mindset einer durchschnittlichen jüngeren Bevölkerung. Der Film weiß diese Zielgruppe zu adressieren.“